# Цельтвег (траса)
| Zeltweg Airfield                         |                                 |
| ---------------------------------------- | ------------------------------- |
| Розташування                             | Цельтвег, Штирія, Австрія       |
| Географічні координати                   | 47°12′14″ п. ш. 14°44′52″ с. д. |
| Основні події                            | Формула-1                       |
| Довжина траси                            | 3,200 км.                       |
| Повороти                                 | 4                               |
| Рекорд кола в теперішній конфігурації    | 1'09.84, Ґрем Хілл, BRM (1964)  |
| Статистика в чемпіонатах світу Формули 1 |                                 |
| Перше Гран-прі                           | Гран-прі Австрії 1964 року      |
| Останнє Гран-прі                         | 1964                            |
| Проведено Гран-прі                       | 1 (1964)                        |
| Найбільше перемог у Гран-прі на трасі    |                                 |
| Пілот                                    | Лоренцо Бандіні (1)             |
| Команда                                  | Ferrari (1)                     |

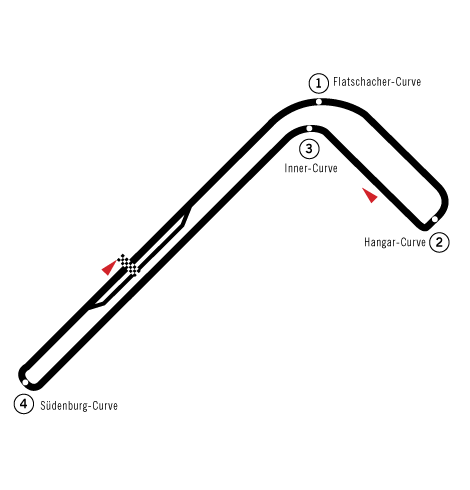
Zeltweg Airfield

Цельтвег (англ. Zeltweg Airfield) — траса, побудована на основі старого летовища поблизу міста Цельтвег (Штирія, Австрія). На автодромі були проведені перші два Гран-прі Австрії — 1963 (не входив до заліку чемпіонату Формула-1) та 1964 років.
Але після другого Гран-прі трасу визначили як надто небезпечну: вона була доволі вузькою, незручною для глядачів та дуже ямистою. Тож Гран-прі Австрії FIA призупинила, до того часу, поки не буде побудовано новий автодром, котрий відповідав би всім тогочасним вимогам безпеки.
| Рік  | №. | Пілот           | Виробник       | Звіт |
| ---- | -- | --------------- | -------------- | ---- |
| 1964 | 1  | Лоренцо Бандіні | Ferrari        | Звіт |
| 1963 |    | Джек Бребем     | Brabham-Climax | -    |